# نادي بيرن
نادي بيرن 1894 لكرة القدم (بالإنجليزية: Football Club Bern 1894)‏ نادي كرة قدم سويسري يلعب في دوري الدرجة الرابعة. تم تأسيس النادي في سنة 1894 . يلعب مبارياته على ملعب نيوفيلد.